# Květák
Květák neboli lidově karfiol (Brassica oleracea convar. botrytis) je oblíbenou košťálovou zeleninou, kterou člověk získal vyšlechtěním divoké brukve zelné (stejně jako např. kedluben, zelí či kapustu). V případě květáku využíváme jako zeleninu zdužnatělé květenství. Patří mezi jednoleté rostliny.

## Pěstování květáku
Úspěch odvisí kromě fyzikálních podmínek především od výsevu konkrétní odrůdy ve správnou dobu. Podle období sklizně rozdělujeme odrůdy květáku na zimní, rané, letní a letně podzimní. Předpěstování provádíme ve sklenících (pařeništích), je tudíž třeba před výsadbou na volnou plochu sazenice otužit. Pokud kupujeme sazenice v zahradnictví či květinářství, měly by být již řádně otužené. Květák potřebuje především pravidelné zalévání po celé vegetační období. Pokud je sucho, zaléváme min. jednou za 14 dní dávkou 22 l/1 m čtverečný osazené plochy. Žloutnutí bílých růžic v důsledku přílišného osvětlení můžeme předejít svázáním listů nad růžicí. Při pěstování květáku v boji proti škůdcům lze dobře využít netkanou biotextilii, kterou zakrýváme celý vysazený, resp. vysetý záhon. Tento kryt zajistí nejen ochranu proti škůdcům, ale chrání rostliny též před vysycháním i před ranními jarními mrazíky a všeobecně kolísání teplot.

## Nežádoucí účinky
Květák není vhodný pro osoby trpící dnou – 100 g květáku obsahuje 24 mg kyseliny močové. Při nedostatečném umytí hrozí nepříjemný a velmi intenzivní zápach, který téměř nelze odstranit.

## Průměrný obsah látek a minerálů
Tabulka udává dlouhodobě průměrný obsah živin, prvků, vitamínů a dalších nutričních parametrů zjištěných v květáku.
| Složka          | Jednotka | Průměrný obsah | Prvek (mg/100 g) | Průměrný obsah | Složka (mg/100g) | Průměrný obsah |
| --------------- | -------- | -------------- | ---------------- | -------------- | ---------------- | -------------- |
| voda            | g/100 g  | 88,4           | Na               | 9              | vitamin C        | 43             |
| bílkoviny       | g/100 g  | 3,6            | K                | 380            | vitamin D        | 0              |
| tuky            | g/100 g  | 0,9            | Ca               | 21             | vitamin E        | 0,22           |
| cukry           | g/100 g  | 2,5            | Mg               | 17             | vitamin B6       | 0,28           |
| celkový dusík   | g/100 g  | 0,58           | P                | 64             | vitamin B12      | 0              |
| vláknina        | g/100 g  | 1,8            | Fe               | 0,7            | karoten          | 0,050          |
| mastné kyseliny | g/100 g  | 0,8            | Cu               | 0,03           | thiamin          | 0,17           |
| cholesterol     | g/100 g  | 0              | Zn               | 0,6            | riboflavin       | 0,05           |
| energie         | kJ/100 g | 142            | Mn               | 0,3            | niacin           | 0,6            |

## KultivaryBrassica oleracea
- Brassica oleracea convar. capitata (L.) Alef. – hlávkové zelí
- Brassica oleracea convar. sabauda (L.) O.F.Schulz. – hlávková kapusta
- Brassica oleracea convar. gemmifera (Dc.) Markgr. – růžičková kapusta
- Brassica oleracea var. medullosa Thell. – dřeňová kapusta
- Brassica oleracea var. acephala Dc. – kapusta kadeřavá – jarmuz (krmná kapusta)
- Brassica oleracea var. sabellica Dc. – kapusta kadeřavá – kadeřávek
- Brassica oleracea convar. gongylodes (L.) Markgr. – kedluben
- Brassica oleracea convar. botrytis (L.) Markgr. – květák, romanesco
- Brassica oleracea var. italica Plenck – brokolice

- hlávkové zelí (convar. capitata)
- růžičková kapusta (convar. gemmifera)
- dřeňová kapusta (var. medullosa)
- kadeřávek (var. sabellica)
- brokolice (var. italica)
- kedluben (var. gongylodes)
- květák (var. botrytis)